# 関口宏のこの先どうなる!?
『関口宏のこの先どうなる!?』（せきぐちひろしのこのさきどうなる）は、2024年4月21日から毎週日曜 12:00 - 12:54にBS-TBSで放送中の教養番組。

## 概要
イギリスの産業革命から300年が経過し、21世紀に入ってからかつてない技術革新が進んでいる。その最新技術にまつわるトピックスや世界的な諸問題について、関口宏とオブザーバー役の川口盛之助が、令和をリードする若き専門家をゲストに招いて解説を行い、視聴者の漠然としたそれらの技術の不安を拭い去りつつ明るい未来へ向けたヒントを模索する「未来予測番組」である。

## 出演者

### 司会

#### 現在
- 関口宏[1]
- 西内啓（サブオーバー役、2024年7月14日 - ）

#### 過去
- 川口盛之助（オブザーバー役、2024年4月21日 - 7月7日）[1]

## 放送リスト

### 2024年
| 回 | 放送日   | テーマ                              | ゲスト                                                                                  | 備考 |
| -- | -------- | ----------------------------------- | --------------------------------------------------------------------------------------- | ---- |
| 1  | 04月21日 | AIが生み出す『この先』の世界        | 大澤正彦（日本大学文理学部准教授） 河合継（AIシステム開発企業・クリスタルメソッド社長） |      |
| 2  | 04月28日 | 労働力不足、これからどうなる?       | 津田郁（株式会社リクルート）                                                            |      |
| 3  | 05月05日 | 人類の食料危機                      | 齊藤三希子（PwCコンサルティング合同会社）                                               |      |
| 4  | 05月12日 | 人生100年時代は幸せか?              | 伊藤幹（100年生活者研究所）                                                             |      |
| 5  | 05月19日 | 〜ニッポンの少子化この先どうなる?〜 | 森永康平（経済アナリスト）                                                              |      |
| 6  | 05月26日 | どうなる猛暑!?                      | 浅野裕樹（筑波大学計算科学研究センター）                                                |      |
| 7  | 06月02日 | スポーツとお金                      | 谷本敬一朗（野村総合研究所シニアコンサルタント）                                        |      |
| 8  | 06月09日 | どうなる!?ニッポンの宇宙開発        | 加藤大樹（日本総合研究所）                                                              |      |
| 9  | 06月16日 | ドローンの未来                      | 森田直人（東京大学大学院工学系研究科航空宇宙工学先行助教）                              |      |
| 10 | 06月23日 | 伝統工芸品の危機                    | 矢島里佳（株式会社和える代表取締役）                                                    |      |
| 11 | 06月30日 | ニッポンの農業                      | 内藤祥平（株式会社日本農業CEO）                                                         |      |
| 12 | 07月07日 | 認知症                              | 栗田駿一郎（日本医療政策機構シニアマネージャー）                                        |      |
| 13 | 07月14日 | シェアリングエコノミー              | 糸原絵里香（シェアリングエコノミー協会個人会員事業部長）                                |      |
| 14 | 07月21日 | オーバーツーリズム                  | 長野瑞樹（株式会社リクルートじゃらんリサーチセンター研究員）                            |      |
| 15 | 07月28日 | お墓                                | 加賀俊裕（三津寺 住職）                                                                 |      |
| 16 | 08月04日 | ペットとの共生                      | 奥田順之（NPO法人人と動物の共生センター理事長）                                         |      |
| 17 | 08月11日 | ニッポンの漁業                      | 佐久間啓（国立研究開発法人水産研究・教育機構研究員）                                    |      |
| 18 | 08月18日 | クリーンエネルギー                  | 戸邉智之（神奈川県立産業技術総合研究所研究員）                                          |      |
| 19 | 08月25日 | 鳥獣被害                            | 小川晴那（株式会社うぃるこ）                                                            |      |
| 20 | 09月01日 | 地震列島ニッポン                    | 沼田宗純（東京大学生産技術准教授）                                                      |      |
| 21 | 09月08日 | がん治療                            | 川上英良（千葉大学大学院医学研究員教授）                                                |      |
| 22 | 09月15日 | 年金と老後資産                      | 前田和孝（明治安田総合研究所エコノミスト）                                              |      |
| 23 | 09月22日 | 温泉                                | 澤山和貴（京都大学大学院理学研究科附属地球熱学研究施設助教）                            |      |
| 24 | 09月29日 | ニッポンの米                        | 中森剛志（中森農産株式会社社長）                                                        |      |
| 25 | 10月06日 | 自動運転                            | 山本一成（チューリングCEO）                                                             |      |
| 26 | 10月13日 | iPS細胞                             | 堀田秋津（京都大学iPS細胞研究所臨床応用研究部門准教授）                                 |      |
| 27 | 10月27日 | アメリカ                            | 三牧聖子（同志社大学大学院准教授）                                                      |      |
| 28 | 11月03日 | 学校教育                            | 伊芸研吾（東京財団政策研究所主席研究員/慶應義塾大学大学院特任准教授）                   |      |
| 29 | 11月17日 | 肉                                  | 松崎典弥（大阪大学大学院工学研究科教授）                                                |      |
| 30 | 11月24日 | 東京一極集中                        | 吉冨陵（NPO法人ふるさと回帰支援センター広報）                                           |      |
| 31 | 12月01日 | インド                              | 伊藤融（防衛大学校教授） インタビュー：片岡広太郎（IITハイデラバード校教授）            |      |
| 32 | 12月08日 | 結婚                                | 阪井裕一郎（慶應義塾大学文学部准教授）                                                  |      |
| 33 | 12月15日 | 日本の酒                            | 関友美（日本酒ライター）                                                                |      |
| 34 | 12月22日 | ごみ                                | 高橋史武（東京科学大学環境・社会理工学院教授）                                          |      |

### 2025年
| 回 | 放送日   | テーマ                  | ゲスト                                                                        | 備考 |
| -- | -------- | ----------------------- | ----------------------------------------------------------------------------- | ---- |
| 35 | 01月12日 | デパート                | 山田悟（デパート新聞編集長）                                                  |      |
| 36 | 01月19日 | 林業                    | 平田美紗子（林野庁北海道森林管理局・林業漫画家）                              |      |
| 37 | 01月26日 | キャッシュレス社会      | 福田好郎（一般社団法人キャッシュレス推進協議会事務局長）                      |      |
| 38 | 02月02日 | マンガ                  | 関野遼平（マントラ株式会社マンガAI翻訳事業責任者）                            |      |
| 39 | 02月09日 | スーパーマーケット      | 寺本高（中央大学教授）                                                        |      |
| 40 | 02月16日 | 空き家                  | 和田貴充（空き家活用株式会社代表取締役CEO）                                   |      |
| 41 | 02月23日 | トランプ2.0             | 鈴木一人（東京大学公共政策大学院教授）                                        |      |
| 42 | 03月02日 | SNSの功罪               | 伊藤由佳莉（選挙ドットコム編集部員）                                          |      |
| 43 | 03月09日 | 食品ロス                | 野々村真希（東京農業大学国際食料情報学部准教授）                              |      |
| 44 | 03月16日 | 外国人労働者            | 中江大樹（一般社団法人国際労働法務協会理事）                                  |      |
| 45 | 03月23日 | 海洋プラスチックごみ    | 中嶋亮太（海洋研究開発機構JAMSTEC海洋プラスチック動態研究グループ主任研究員） |      |
| 46 | 04月13日 | 酪農の危機              | 丸山純（朝霧メイプルファーム代表）                                            |      |
| 47 | 04月20日 | 水道事故                | 樋口宣人（天地人執行役員COO）                                                 |      |
| 48 | 04月27日 | 後継ぎ問題              | 齋藤めぐみ（株式会社ライトライトCOO）                                         |      |
| 49 | 05月04日 | AI医療                  | 川上英良（千葉大学人工知能（AI）医学研究室教授）                              |      |
| 50 | 05月11日 | 商店街                  | 木藤亮太（まちづくりデザイナー/株式会社ホーホゥ代表取締役）                   |      |
| 51 | 05月18日 | トランプ・ショック      | 前嶋和弘（上智大学総合グローバル学部教授）                                    |      |
| 52 | 05月25日 | 腸内細菌                | 水口佳紀（株式会社メタジェン取締役CFO）                                       |      |
| 53 | 06月01日 | 冷凍技術                | 奥田華奈（株式会社アビー開発部長）                                            |      |
| 54 | 06月08日 | 介護崩壊社会            | 結城康博（淑徳大学教授）                                                      |      |
| 55 | 06月15日 | いつまで続く米騒動      | 山﨑能生（ヤマザキライス社長）                                                |      |
| 56 | 06月22日 | ハイテク農業            | 齋藤潤一（アグリスト株式会社代表取締役）                                      |      |
| 57 | 06月29日 | ニッポンの選挙          | 澤田大樹（TBSラジオ記者）                                                     |      |
| 58 | 07月06日 | イスラエル              | 鶴見太郎（東京大学准教授）                                                    |      |
| 59 | 07月13日 | 崖っぷち!ニッポンの大学 | 濱中淳子（早稲田大学教授）                                                    |      |
| 60 | 07月20日 | 陰謀論                  | 秦正樹（大阪経済大学准教授）                                                  |      |
| 61 | 07月27日 | いつまで続く?この猛暑   | 立花義裕（三重大学教授）                                                      |      |
| 62 | 08月03日 | 病院大倒産時代          | 吉村健佑（千葉大学医学部附属病院次世代医療奇想センター長/特任教授）           |      |
| 63 | 08月10日 | 戦後80年                | 本多美樹（法政大学法学部国際政学科教授）                                      |      |
| 64 | 08月17日 | プロ野球                | 小林至（桜美林大学教授）                                                      |      |

## スタッフ
- ナレーション：中西悠理
- プロデューサー：和田好充、別部時彦
- ディレクター：竹内みなみ、遠藤悠貴、寺内重孝、世良史朗
- 制作協力：TBS SPARKLE
- 製作著作：BS-TBS